# Rue du Trosy
La rue du Trosy est une voie de communication située à Clamart dans les Hauts-de-Seine.

## Situation et accès

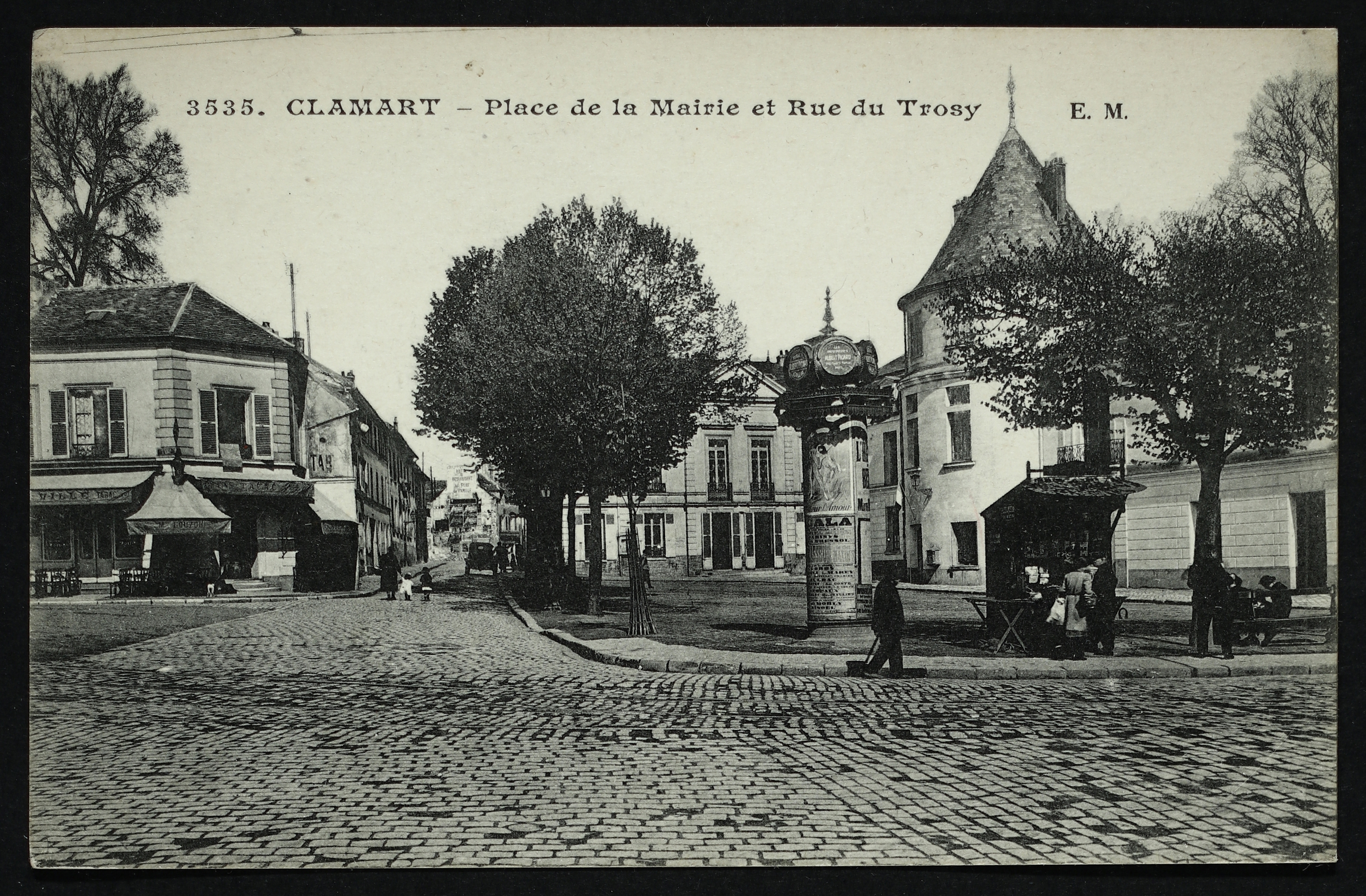
Carte postale - Place de la Mairie et rue du Trosy, vers 1900.

Cette ancienne rue au tracé sinueux traverse la veille ville de part en part. Commençant au nord, elle croise la rue Paul-Vaillant-Couturier puis bifurque vers l'est pour atteindre la place de la Mairie où se rencontrent l'avenue René-Samuel (anciennement rue du Bois), la rue de l'Église et l'avenue Jean-Jaurès. Elle se termine plus loin, au carrefour de la rue de la Fontaine et de la rue Chef-de-Ville, dans l'axe de la rue de Bièvres.

## Origine du nom
Ce nom, d'origine inconnue, est antérieur à 1869.

## Historique
Elle a été élargie en 1909.

## Bâtiments remarquables et lieux de mémoire

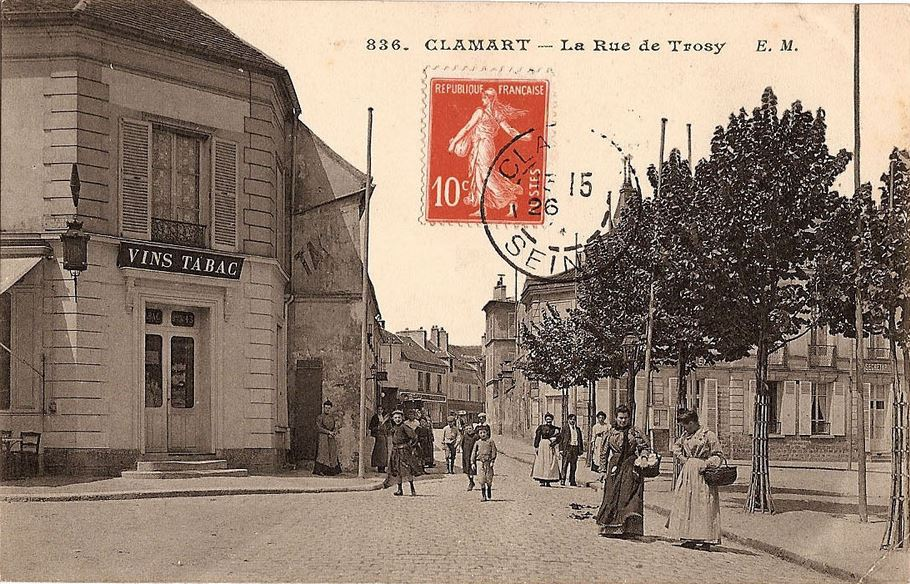
Clamart, rue de Trosy.

- Au no 2, une plaque gravée, vestige de la fontaine Saint-Pierre, qui alimentait autrefois la ville[3],[4].
- Maison de retraite "Palais des vieilles dames" (1989) 57bis-59, œuvre de Jacques-Émile Lecaron.
- Cette voie a été représentée par le peintre impressionniste Armand Guillaumin.
- Hôtel de ville de Clamart[5].